# 薑汁汽水
薑汁汽水（ginger ale）又称干姜水，是一種帶有生薑香氣的碳酸飲料。

## 歷史
薑汁汽水於1890年發明於加拿大多倫多，當時的配方是在生薑汁中加入果汁和香精。1904年，薑汁汽水開始以Pale Dry Ginger Ale的名稱銷售。1919年開始在美國銷售。現在薑汁汽水已成為世界性飲料。

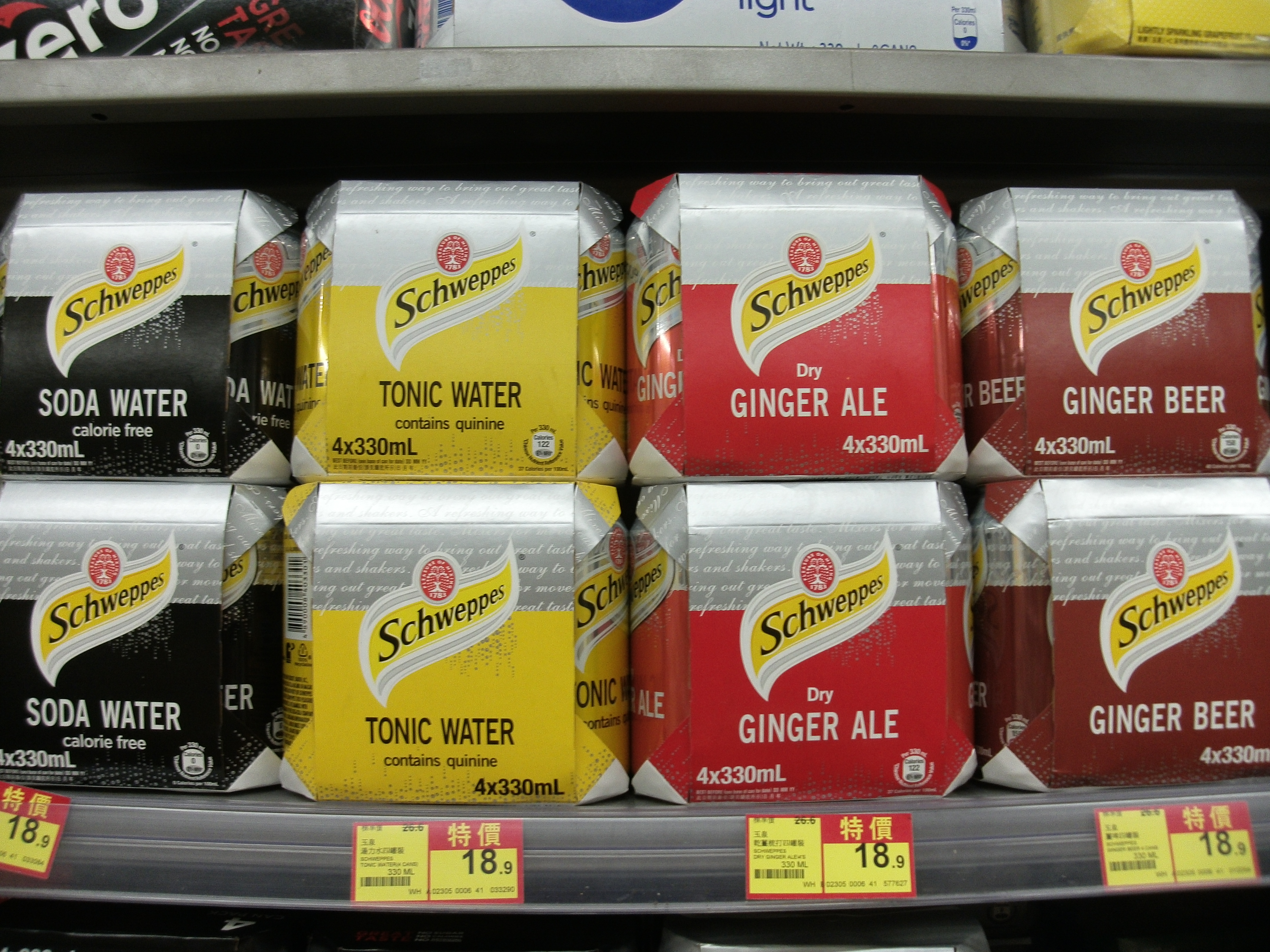
右二：怡泉旗下销售的干姜水（^{Dry}Ginger Ale红色包装）

在中国大陆地区，屈臣氏及可口可乐公司旗下怡泉等品牌都有以“干姜水”名称销售姜汁汽水。

## 用途
薑汁汽水作為一種薑製品，具有許多與生薑相似的效果，可用於緩解嘔吐噁心與暈車等症狀。然而，對於此類功效的實驗研究結果並不統一。
由於薑汁汽水色澤與啤酒相似，於調酒時可用於替換啤酒，以製作不含酒精版本的雞尾酒。

## 外部連結
- How to make ginger ale from ginger root, sugar and yeast.
- Homecooking ginger ale recipe （页面存档备份，存于）